# Le mie palle di Natale
Le mie palle di Natale è la prima raccolta del rapper italiano J-Ax, pubblicata il 20 novembre 2009 dalla Sony Music.

## Descrizione
Le mie palle di Natale racchiude i due album in studio Deca Dance e Rap n' Roll (originariamente pubblicati dal rapper nel 2009) e un DVD intitolato Un anno come io comanda, successivamente pubblicato separatamente dalla raccolta.

## Tracce
CD 1
1. Aumentaci le dosi – 3:53
2. I vecchietti fanno O – 4:06
3. Mi-Rifiuto – 3:41
4. Io non te lo do – 3:39
5. Rap n' Roll – 3:36
6. In mezzo – 4:22
7. Freedrink – 3:29
8. 3 paperelle – 3:50
9. Come io comanda – 3:51
10. Signora – 4:20

CD 2
1. Vecchia scuola – 3:17
2. Deca Dance – 3:09
3. Il commercialista – 3:38
4. I bei tempi – 3:31
5. Come un sasso – 3:42
6. I Love Paranoia – 3:12
7. Immorale – 3:46
8. Come Willy l'orbo – 3:24
9. Anni amari – 3:55
10. Vendesi idolo – 3:44

DVD
1. Intervista con LaPina
2. I vecchietti fanno O (Videoclip)
3. Aumentaci le dosi (Videoclip)
4. Tre paperelle (Videoclip)
5. Rap n' Roll (Videoclip)
6. Deca Dance (Videoclip)
7. Anni amari (Videoclip)
8. MTV Mobile Live @ Jesolo

## Classifiche
| Classifica (2009) | Posizione massima |
| ----------------- | ----------------- |
| Italia            | 55                |